# Cyber Seduction: His Secret Life
Cyber Seduction: His Secret Life es una película original de Lifetime Television lanzada el 20 de junio de 2005. Dirigida por Tom McLoughlin y escrita por Wesley Bishop y Richard Kletter, la protagonizan Jeremy Sumpter, Kelly Lynch y Lyndsy Fonseca.

## Trama
Cyber Seduction: His Secret Life es la historia de Justin Peterson (Jeremy Sumpter), un chico de 16 años de edad que, al llegarle un correo electrónico con un enlace a páginas webs pornográficas, desarrolla una adicción a ellas.
Su interés en la pornografía pronto se convierte en una obsesión, hasta el punto de pierde todo interés por cuanto constituía su vida hasta ese momento (la escuela, su carrera de natación, sus padres, sus amigos y su novia).
Primero ve pornografía mientras chatea y ve a una estudiante llamada Mónica en una cama.
En plena noche, la mamá de Justin despierta y va por el pasillo. Lo ve mirar pornografía. Se lo cuenta a su marido, pero este le dice que es natural que los muchachos adolescentes miren imágenes de muchachas. Posteriormente se dan cuenta de que Justin está obsesionado con la pornografía y practica el sexo virtual.

## Reparto
- Jeremy Sumpter - Justin Peterson
- Kelly Lynch - Diane Petersen
- Lyndsy Fonseca - Amy
- Nicole Dicker - Mónica
- Benz Antony - Entrenador Zuha
- Nathan Stephenson - Timmy
- Jacke Scott - Alex Petersen
- Briony Glassco - Beth
- Kyle Schmid - Bobby Jordan
- Rahnuma Panthaky - Briget Lee
- Krista Karter - Sally Mizelle
- Michael Seater - Nolan Mitchelle

## Créditos

### Dirección y Producción
- Tom McLoughlin (Director y Productor)
- Howard Braunstein (Productor Ejecutivo)
- Michael Bremer (Productor Ejecutivo)
- Mike Bremer (Productor Ejecutivo)
- Paul Goff (Productor Ejecutivo)
- Michael Jaffe (Productor Ejecutivo)
- Simon Wright (Productor Ejecutivo)
- Steve Solomos (Productor)
- Lisa Kalushner (Supervisor de Posproducción)
- Andrea Raffaghello (Producción Mánager)
- Kevin Saffer (Asistente de Producción Mánager)
- Derby Crewe (Primer Asistente de Dirección)
- P.J. Díaz (Segundo Asistente de Dirección)
- Andrew McNeill (Asistente de Directo)
- Kate Grant
- Isabel Gómez-Moriana (Asistente de Director)
- Lynn Josephson (Ejecutivo Asistente de Productores)
- Rudolf Blahacek (Cinematógrafo)
- Christine Zaher (Productor Asistente)

### Edición y cámara
- Chales Bornstein (Editor)
- Jon Davis (Efectos Especiales Técnicos)
- Scott Cowan (Asistente de Cámara)

### Historia
- Wesley Bishop (Historia Original y Libretos)
- Richard Katler (Libretos)

### Música y Sonido
- Louis Febre (Música Original)
- Eric Fitz (Productor de Mezcla de Sonidos)
- Allan Fung (Supervisor de Editor de Sonidos)
- Mark Gingras (Editor de Efectos de Sonido)
- Martin Lee (Grabador de Mezcla de Sonidos)
- Chris McGeary (Editor Musical)
- Rudy Michael (Asistente de Grabación del Sonido)
- Tim O'Connell
- Ian Rankin (Mezclador de Sonido)
- John Douglas Simth (Editor de Sonido)

### Estética
- Ian Brock (Productor de diseño)
- Andy Loew (Decoración)
- Jenifur Jarvis (Diseño de vestuario)
- Sandy Sokolowski (Peluquero)
- Sheilagh McGrory

### Otros
- Brooke Palmer (Fotógrafo)
- Dahla MacKenna (Supervisora Educativa)
- Randy Wilson
- Eric Bryson
- Joseph Racki
- David Gibbons
- Mitch Holmes
- Juan Aguirre
- Lauren Bass
- Jacqueline F. Bisbano
- Will Edwards
- Mark Keuper
- Carol Kritzer
- Sat Sidhu

## Reacción
En general recibió críticas muy pobres. Los críticos condenaron diversos absurdos de la película, como la madre de Justin (Kelly Lynch) criticando su adicción a la pornografía, pero ignorando la aparente adicción a Red Bull y que su hijo más joven jugaba al Grand Theft Auto 3 que es excesivamente violento. La película llamó significativamente la atención de las comunidades en línea. Por ejemplo, para la audiencia de Lifetime Network el film resultó poco convincente.

## Trivia
La película fue filmada en el Humberside Collegiate Toronto, Canadá.